# Zelfverdediging
Zelfverdediging is een handeling waarbij individuen hun lijf of eer kunnen beschermen tegen dreigingen. Er zijn verschillende vormen van zelfverdediging, waaronder fysieke, verbale en educatieve zelfverdediging. In Nederland is zelfverdediging vastgelegd onder artikel 41 van het Wetboek van Strafrecht. 

## Zelfverdediging in de praktijk

### Verbale en educatieve zelfverdediging
In plaats van het bestuderen van gevechtstechnieken kunnen mensen ook trainingen volgen die als doel hebben om de cursist de mogelijkheid te geven dreigende situaties verbaal op te lossen en mentale weerbaarheid te vergroten. In de praktijk zijn hier verschillende ideeën en toepassingen voor, waaronder verbale Judo en Transactionele analyse.

### Fysieke zelfverdediging
Fysieke zelfverdediging betreft het toepassen van geweld om dreigingen van buitenaf te weren. Dit geweld kan op gewapende of ongewapende wijze worden toegepast. Bij gewapende zelfverdediging kan gebruik worden gemaakt van bijvoorbeeld gummiknuppels, ploertendoders of vuurwapens. In Nederland zijn deze wapens opgenomen in de Wet wapens en munitie en verboden. Ongewapende zelfverdediging kan worden uitgeoefend door het toepassen van gevechts- of bevrijdingstechnieken uit verschillende vechtkunsten, vechtsporten of zelfverdedigingscursussen.

### Overige vormen
Zelfverdediging is vaak een actieve handeling, maar er zijn ook passieve vormen van zelfverdediging. Hierbij ligt de nadruk op het voorkomen van dreigende situaties door vooraf preventieve maatregelen te treffen. Om inbraak tegen te gaan kan eigendom worden uitgerust met een alarminstallatie of inbraakwerend hang- en sluitwerk. Daarnaast bestaan er ook persoonlijke alarmen die op het lichaam gedragen kunnen worden. In geval van nood kan hiermee een luid signaal worden gegeven om de aandacht van anderen te trekken.

## Zelfverdediging en de wet

### Nederland
Het toepassen van geweld jegens een ander is in principe strafbaar. Noodweer als zelfverdediging is in Nederland vastgelegd onder artikel 41 van het Wetboek van Strafrecht. Dit artikel stelt dat het toepassen van geweld als  “noodzakelijke verdediging van eigen of eens anders lijf, eerbaarheid of goed tegen ogenblikkelijke, wederrechtelijke aanranding” niet strafbaar is. Het toepassen van geweld is gebonden aan proportionaliteit en subsidiariteit. In de praktijk betekent dit dat geweld het laatste redmiddel moet zijn en dat het door de verdediging geschade belang in een redelijke verhouding staat met het beschermde belang.

### België
In België stellen er zich wettelijke beperkingen. Er mag geen geweld worden gebruikt als dat kan vermeden worden, ontwijken, vluchten heeft de voorkeur. Het gebruik van geweld moet proportioneel zijn, men mag geen vuurwapen trekken voor een duw of een verbaal iets. Het geweld moet stoppen zodra het kan. Het bezit van vuurwapens is niet specifiek verboden, men moet wel over een vergunning beschikken.